# Зелений Гай (Вознесенський район)
Зелений Гай —  село в Україні, у Доманівській селищній громаді Вознесенського району Миколаївської області. Населення становить 305 осіб. До 2020 року орган місцевого самоврядування — Зеленоярська сільська рада.

## Населення

### Мова
Розподіл населення за рідною мовою за даними перепису 2001 року:
| Мова       | Кількість | Відсоток |
| ---------- | --------- | -------- |
| українська | 289       | 94.75%   |
| російська  | 10        | 3.28%    |
| болгарська | 3         | 0.98%    |
| румунська  | 2         | 0.66%    |
| білоруська | 1         | 0.33%    |
| Усього     | 305       | 100%     |